# Nitrendipino
El nitrendipino es un medicamento que pertenece a la familia de los bloqueadores de los canales de calcio y al grupo de las dihidropiridinas. Se utiliza en el tratamiento de la hipertensión arterial.

## Indicaciones
Esta indicado en el tratamiento de la hipertensión arterial.

## Contraindicaciones
Esta contraindicado en caso de hipotensión arterial, angina de pecho inestable, embarazo y lactancia.

## Dosificaciones
En hipertensión arterial la dosis habitual es 20 mg por día

## Mecanismo de acción
Provoca la inhibición del flujo de iones de calcio al interior de las células del tejido muscular liso situado en la pared de los vasos sangúineos. Este flujo circula a través de los canales lentos de calcio ubicados en la membrana plasmática. La disminución del calcio intracelular causa inhibición de la contracción muscular vascular, vasodilatación, reducción de la resistencia vascular periférica y disminución de la presión arterial.

## Efectos secundarios
Como todos los medicamentos, el nitrendipino puede provocar efectos secundarios, entre ellos: taquicardia, cefalea, edema, náuseas, vómitos, neutropenia, hipoglucemia, arritmias, hipotensión y broncoespasmo.

## Estereoquímica
Nitrendipino contiene un estereocentro y consta de dos enantiómeros, específicamente dos atropisómeros s. Este es un racemate, es decir, una mezcla 1: 1 de ( R ) - y la ( S ) forma:
| Enantiómeros de nimodipino | Enantiómeros de nimodipino |
| -------------------------- | -------------------------- |
| CAS-Nummer: 80890-07-9     | CAS-Nummer: 80873-62-7     |